# Логор Лапушник
Заробљенички логор Лапушник био је заточенички логор  којим је управљала ОВК, албанска војна организација, у близини града Глоговца у централном Косову током рата на Косову. Затвореници су били изложени застрашивању, затварању, насиљу и убиствима. Жртве су били и Срби, Роми и Албанци који су сматрани непријатељима.

## Историја
Логор се оснива након битке код Лапушника, средином маја 1998. године. Према првим оптужницама: Почетком 1998. године, снаге ОВК под командом Фатмира Лимаја и Исака Муслиуа су дуже време затварале у логор српске и албанске цивиле из општина Штимље, Глоговац и Липљан. Услови у логору су били веома лоши, логорски стражари су тукли цивиле, палили им косу. Осим тога, жртвама су сечене уши, руке, ноге. Осим већ наведених имена, у одржавању логора учествовали су и Харудин Бала и Агим Муртези.
Дана 25. или 26. јула, ОВК је напустила логор када је југословенска војска започела напредовање на Лапушник.

## Оптужнице
Међународни кривични суд за бившу Југославију (МКСЈ) је 2003. године оптужио Фатмира Лимаја, Исака Муслиуа и Харадина Балу.  У новембру 2005. сви оптужени осим Харадина Бале ослобођени су и пуштени на слободу. Бала, који је био стражар у логору, осуђен је на 13 година затвора због прогона на политичкој, расној и верској основи и окрутног поступања, убистава и улоге у одржавању и спровођењу нехуманих услова у логору.
Иако се не зна тачан број затвореника, Харадин Бала и још два стражара погубили су 9 у планинама.